# Łukasz Pacocha
Łukasz Pacocha (ur. 29 maja 1982) – polski koszykarz, występujący na pozycji rozgrywającego, obecnie trener w Akademii Koszykówki Legii Warszawa.

## Osiągnięcia
Indywidualne
- Uczestnik meczu gwiazd I ligi (2007, 2010, 2011)[1]
- Zaliczony do I składu I ligi (2008–2010, 2012, 2016)[2]
- Lider I ligi w[3]:
  - średniej punktów (2012 – 18,5, 2016 – 17,6)
  - skuteczności rzutów wolnych (2008 – 91,5%, 2009 – 89,2%, 2010 – 86%, 2013 – 93,4%)
- Zwycięzca konkursu rzutów za 3 punkty podczas meczu gwiazd I ligi (2011)[1]